# Loaita Nan
Loaita Nan (en anglais Loaita Nan, en philippin Melchora Aquino Cay, en mandarin Shuāng Huáng Shāzhōu (en sinogrammes 双黄沙洲), en vietnamien Đá Đảo Loại Ta Tây), est un récif des îles Spratleys naturelles en mer de Chine méridionale. Le récif est situé sur le banc Loaita occupée par les Philippines, juste à l'ouest du nord de Dangerous Ground,,.

## Géographie
Loaita Nan se trouve au sud-ouest de la caye Loaita à l'extrémité sud-ouest du banc Loaita. Les caractéristiques géographiques peu profondes les plus proches sur le banc Loaita sont l'île Loaita (Kota) à environ 6 milles marins (11 km) au sud-est, un récif Loaita non nommé à 8 milles marins au sud-est et la caye Lankiam à environ 12 milles marins à l'est. La caractéristique géographique peu profonde la plus proche en dehors du banc Loaita est le récif de Subi à 19 milles marins au nord-ouest.
La plate-forme récifale de la caye Loaita et de Loaita Nan s'étend sur 12 km le long de son axe du nord-est au sud-ouest et atteint 3,6 km le long de son axe du nord-ouest au sud-est. Ils entourent un petit lagon qui communique avec le lagon sud du banc Loaita. Le platier récifal de Loaita Nan a une profondeur de 1 à 1,5 mètres le long de son bord extérieur, là où des zones étroites de bandes de zones peu profondes localisées sont également visibles. Le côté nord-est est plus profond, à environ 2 mètres.

## Histoire
Les pêcheurs chinois ont décrit Loaita Nan comme des « doubles jaunes ». En 1983, le gouvernement chinois a annoncé que le nom chinois du banc est Shuāng Huáng Shāzhōu.

## Environnement
Le banc de sable ressemble à deux jaunes d’œufs à marée basse, d’où son nom. La longueur à marée haute est de 0,25 km, la longueur du récif est de 2 km, la largeur à marée haute est de 60 mètres, la largeur de Loaita Nan est de 1,1 km, la profondeur d'eau peu profonde est de 5,4 à 9 mètres et l'eau profonde centrale est de 20,1 mètres.

## Occupation philippine
Le 22 mai 1963, une stèle de souveraineté a été reconstruite sur l'île Loaita par les membres de l'équipage des trois navires Huong Giang, Chi Lang et Ky Hoa de la république du Viêt Nam.
Actuellement, le récif est gardé par des soldats philippins stationnés sur l'île Loaita voisine qui s'y rendent régulièrement. Il est observé depuis une haute structure sur l'île Loaita.

## Revendication de souveraineté
Le récif est administré par les Philippines dans le cadre de Kalayaan, Palawan, et est la huitième plus grande des îles occupées par les Philippines. Elle est également revendiquée par la république populaire de Chine, la république de Chine (Taiwan) et le Viêt Nam.